# São Fidélis
São Fidélis es un municipio en el estado brasileño de Río de Janeiro. Tenía una población de 37.543 habitantes em 2010, y tiene un área de 1031,5km².

## Historia
El municipio fue fundado en 1870, después de haber sido separado del municipio de Campos dos Goytacazes. Su actual prefecto (de 2008 a 2011) es Luiz Carlos Fernández Fratani (PMDB).

## Ubicación
La ciudad está ubicada a 5 km de la capital del estado, la ciudad de Río de Janeiro. Sus municipios vecinos son:
- Cambuci – norte y noroeste
- Italva – noreste y norte
- Cardoso Moreira – este
- Campos dos Goytacazes– este a suroeste
- São Sebastião do Alto – oeste
- Itaocara – oeste